# Delphinium consolida
Delphinium consolida (L., 1753), comunemente nota come erba cornetta, è una pianta annuale appartenente alla famiglia delle Ranunculaceae, diffusa dall'Europa centrale alla Russia asiatica.

## Descrizione
È una pianta erbacea annuale alta solitamente dai 30 agli 80 cm. Presenta un fusto spigoloso con foglie tripalmatosette costituite da segmenti piuttosto lineari lunghi all'incirca 2-2,5 cm. I fiori sono radi e disposti su racemi in un'ampia pannocchia; hanno una vivace colorazione blu-viola e una forma particolare dovuta al sepalo superiore dotato di un lungo sperone e simile ad un sottile corno. Questa caratteristica ha determinato il nome comune della pianta. Gli stami sono numerosi e disposti in 5 serie spiralate. Il frutto è un piccolo follicolo glabro o leggermente peloso. Il periodo di fioritura è tra maggio e giugno.

## Distribuzione e habitat
È diffusa in vasto areale esteso dall'Europa centro-settentrionale a Caucaso e Siberia.
È comune nei prati asciutti e nei campi di cereali, anche sui rilievi.

## Galleria d'immagini

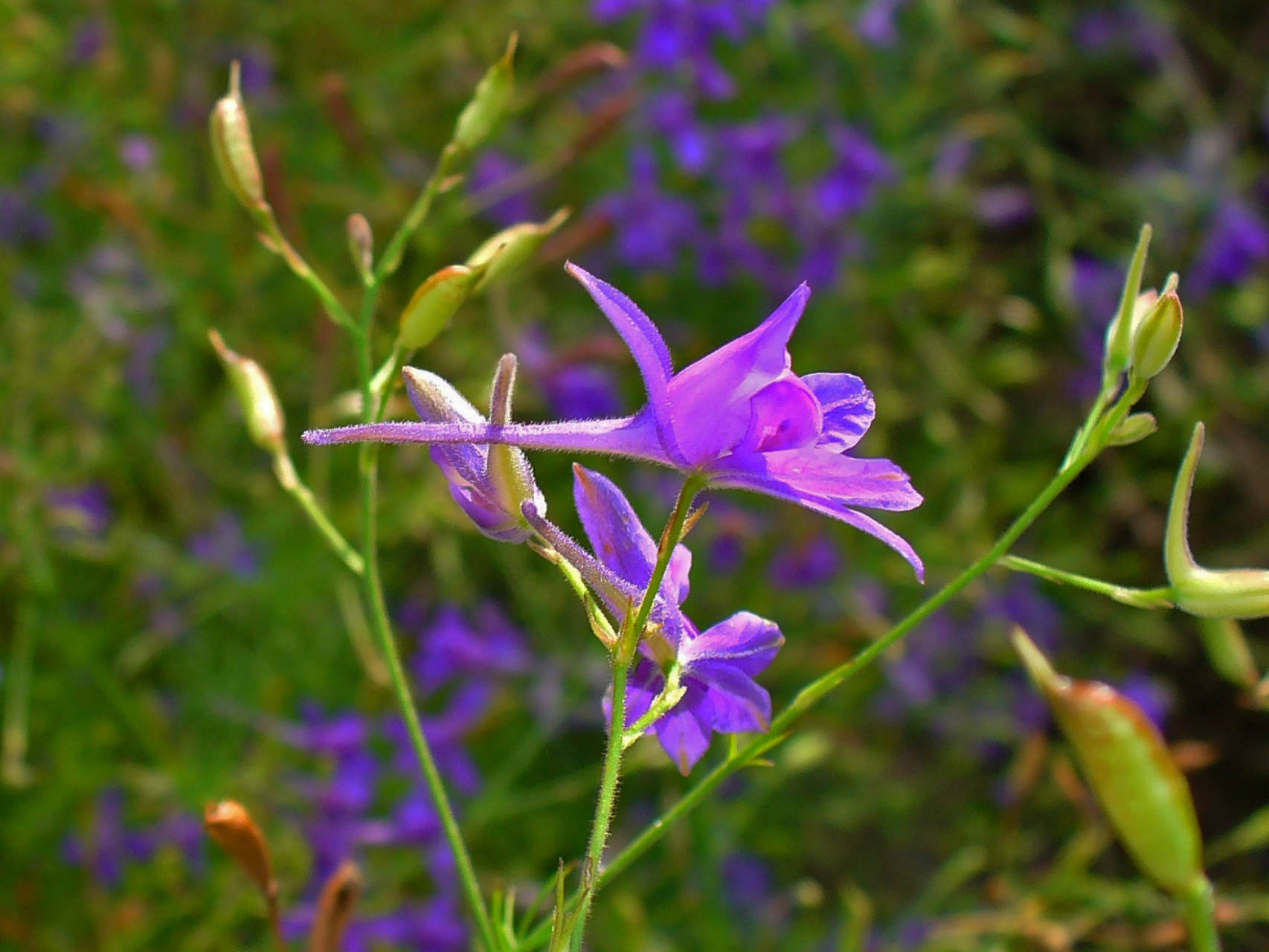
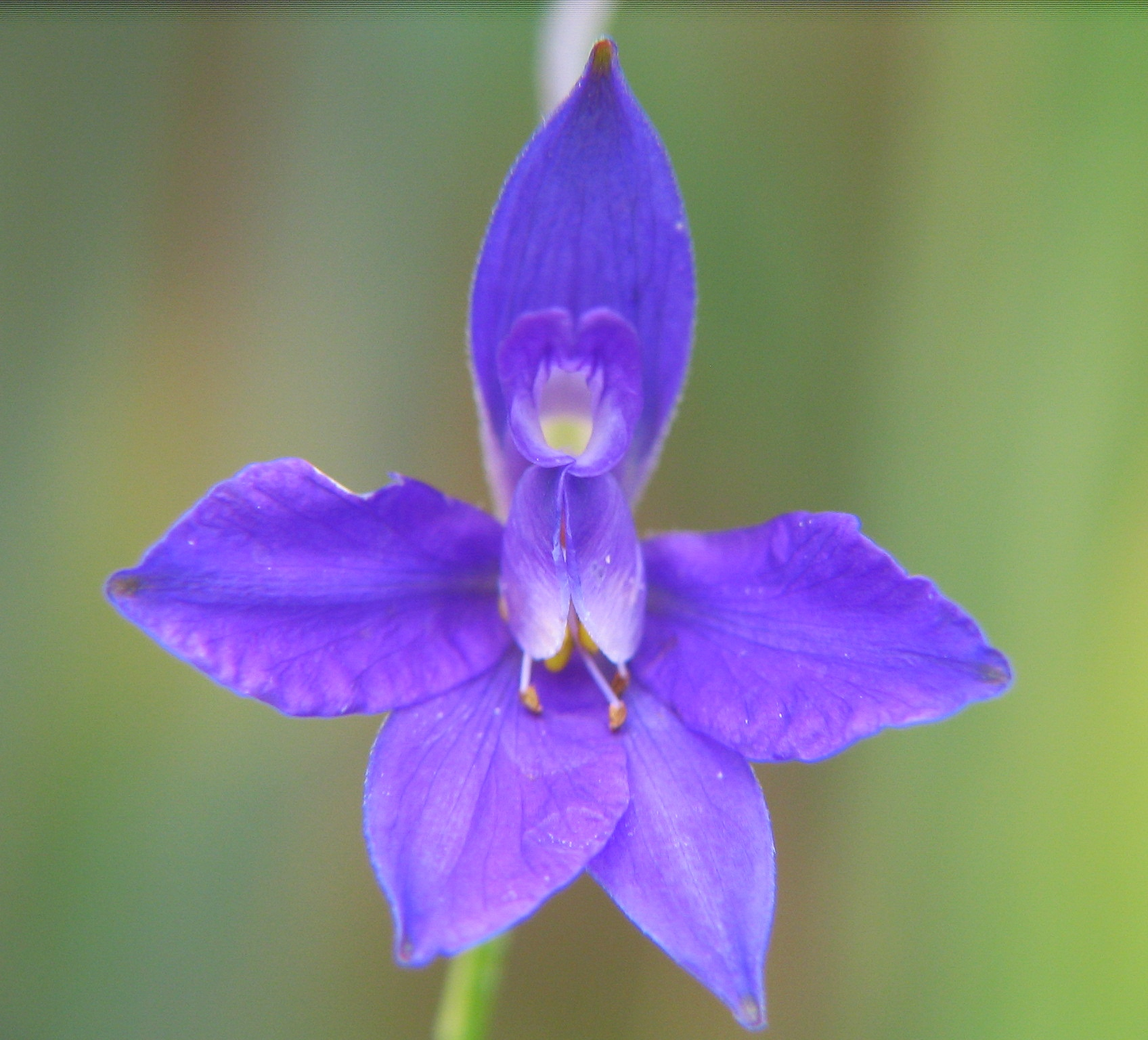
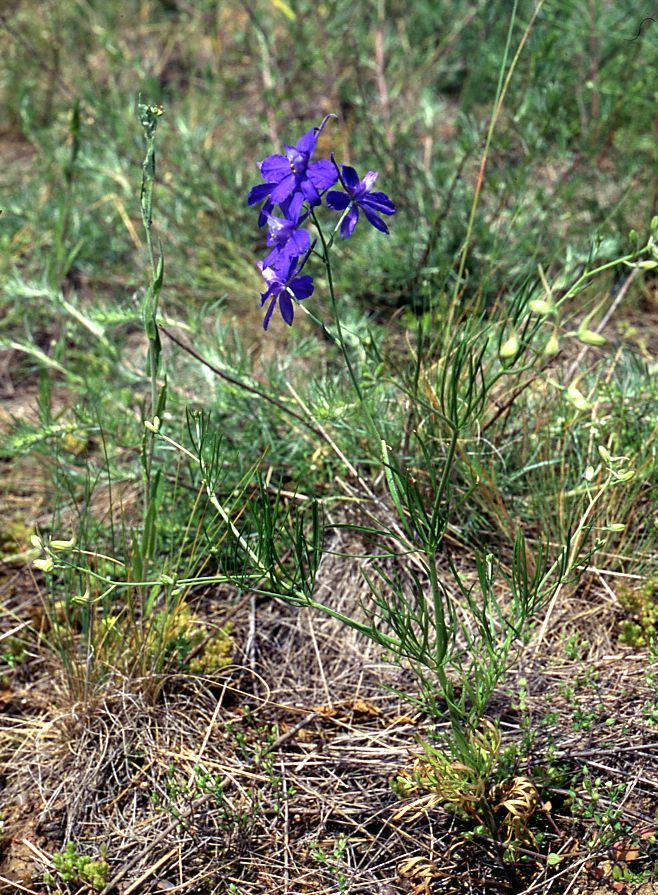
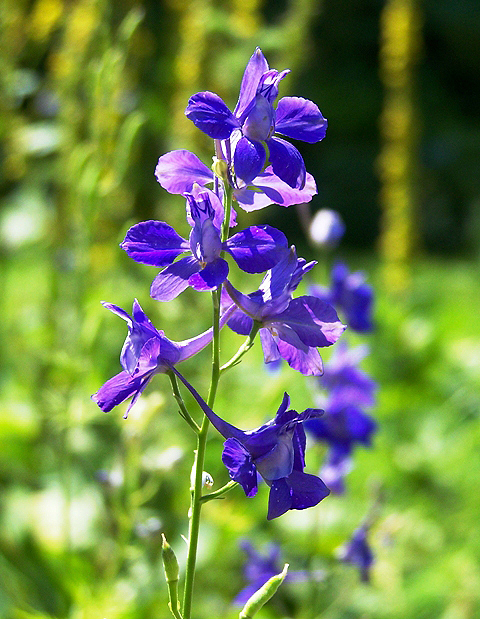